# 1985

## Събития
- 1 януари – Първият британски клетъчен телефон е направен от Ърни Уайз.
- 1 януари – Самолетът при полет 980 на „Ийстърн Еър Лайнс“ се разбива по неясни причини в планината Илимани в Боливия и убива всички 29 души на борда.
- 21 януари –  Самолетът при полет 203 на „Галакси Еърлайнс“ се разбива близо до международното летище „Рино – Тахо“, Рино, Невада и убива 70 души.
- 27 януари – Учредява се Организация за международно сътрудничество.
- 19 февруари – Самолетът при полет 610 на „Иберия“ се разбива в планината Оиз в Испания и убива 148 души на борда. Това е най-смъртоносният инцидент в историята на „Иберия“ и най-смъртоносният инцидент в окръг Баски.
- 6 март – Майк Тайсън прави своя професионален дебют в бокса.
- 9 март – Атентат на гара Буново, Пирдопско
- 10 март – Михаил Горбачов е избран от ЦК на КПСС за генерален секретар на партията.
- 31 март – Първата Кечмания започва в Медисън Скуер Гардън.
- 19 април – СССР прави ядрени тестове в източен Казахстан.
- 23 юни – Бомба, поставена от терористи в полет 182 на „Еър Индия“ избухва на 9500 м над Атлантическия океан южно от Ирландия и убива 329 души.
- 10 юли – Самолетът при полет 5143 на „Аерофлот“ спира и се разбива близо до Учкудук, Узбекистан (тогава част от Съветския съюз) и убива всички 200 души на борда в най-тежката катастрофа на авиокомпанията на СССР.
- 2 август – Самолетът при полет 191 на „Делта Еър Лайнс“ катастрофира край Далас, Тексас, умират 137 души.
- 6 август – Навършват се 40 години от пускането на атомна бомба в Хирошима.
- 12 август – Самолетът при полет 123 на „Джапан Еър Лайнс“ катастрофира в Япония и убива 520 души. Това е най-голямата авиокатастрофа в историята.
- 22 август – Самолетът при полет 28M на „Бритиш Еъртурс“ претърпява пожар в двигателя по време на излитане на летище Манчестър. Пилотите прекратяват излитането, но поради неефективни процедури за евакуация 55 души са убити, предимно от вдишване на дим.
- 6 септември – По повод 100-годишнината от Съединенето на Княжество България с Източна Румелия, Тодор Живков открива в град Пловдив паметник на Съединението.
- 6 септември – Самолетът при полет 105 на „Мидуест Експрес Еърлайнс“ катастрофира близо до международното летище „Генерал Мичъл“, Милуоки, Уисконсин и убива всички 31 души на борда.
- 19 септември – При Мексиканското земетресение загиват около 9000 души, главно в град Мексико.
- 12 декември – Самолетът при полет 1285R на „Ароу Еър“ се разбива малко след излитане от канадското летище „Гандер“ и убива 256 души на борда.

## Родени
- Миро Гечев, български композитор
- 7 януари – Люис Хамилтън, британски пилот от Формула 1
- 16 януари – Маркош да Силва, бразилски футболист
- 17 януари – Симоне Симонс, холандска певица
- 22 януари 
  - Мохамед Сисоко, малийски футболист
  - Христо Златински, български футболист
- 26 януари – Тодор Симов, български футболист
- 31 януари 
  - Антон Вергилов, български футболист
  - Каломира, поп-певица
- 1 февруари – Радослав Анев, български футболист
- 5 февруари – Кристиано Роналдо, португалски футболист
- 14 февруари – Филип Сендерос, швейцарски футболист
- 20 февруари – Юлия Волкова, руска поп певица и политик
- 26 февруари – Мики Фуджимото, японска певица
- 3 март – Момчил Николов, български шахматист
- 11 март – Соня Радева, българска фигуристка
- 15 март – Келан Лутз, американски актьор и модел
- 22 март – Иван Стоицов, български щангист, световен шампион
- 27 март – Давид Навара, чешки шахматист
- 28 март – Станислас Вавринка, швейцарски тенисист
- 2 април – Ниджат Мамедов, азербайджански шахматист
- 4 април – Станислав Катранков, български футболист
- 9 април 
  - Леона Люис, английска певица
  - Михаил Александров, български плувец
  - Лора Владова, българска поп певица
- 12 април – Шахрияр Мамедяров, азербайджански шахматист
- 14 април – Кристоф Лайтгеб, австрийски футболист
- 30 април – Иво Иванов, български футболист
- 1 май – Адриан Олегов, български футболист
- 2 май – Лили Алън, английска певица
- 14 май – Симона Пейчева, българска гимнастичка
- 16 май – Станислав Яневски, български актьор
- 20 май – Мирослав Манолов, български футболист
- 21 май – Галена, българска попфолк певица
- 1 юни – Марио Иполито, анголски футболист
- 2 юни – Джулия Микелини, италианска актриса
- 3 юни – Явор Янакиев, български борец
- 4 юни – Лукас Подолски, германски футболист
- 15 юни – Надин Койл, ирландска поп певица
- 17 юни – Маркос Багдатис, кипърски тенисист
- 21 юни – Лана Дел Рей, американска певица
- 27 юни – Нико Росберг, немски пилот от Формула 1
- 30 юни – Майкъл Фелпс, американски плувец
- 2 юли – Ашли Тисдейл, американска певица и актриса
- 3 юли 
  - Йордан Тушев, български футболист
  - Джена, българска попфолк певица
- 7 юли – Иван Станев, български волейболист
- 12 юли – Явор Бахаров, български актьор
- 19 юли – Юлиян Манзаров, български футболист и жертва от трагедията край река Лим († 2004 г.)
- 26 юли – Гаел Клиши, френски футболист
- 5 август 
  - Костадин Хазуров, български футболист
  - Христо Бахтарлиев, български футболист
- 13 август – Елчин Сангу, турска актриса
- 6 септември – Стефан Мирев, български политик и юрист
- 9 септември – Лука Модрич, хърватски футболист
- 14 септември – Ая Уето, японска актриса и певица
- 16 септември – Рая Назарян, български политик и адвокат
- 17 септември – Юмит Коркмаз, австрийски футболист
- 18 септември – Радослав Рангелов, български футболист
- 23 септември – Маки Гото, японска певица и актриса
- 4 октомври 
  - Борислав Хазуров, български футболист
  - Роксана, българска попфолк певица
- 5 октомври – Никола Робъртс, английска поп певица
- 8 октомври – Разак Омотойоси, нигерийско-бенински футболист
- 20 октомври – Жана Бергендорф, българска поп певица
- 24 октомври – Димо Атанасов, български футболист
- 1 декември – Шанел Престън, американска порнографска актриса
- 6 декември – Дулсе Мария, мексиканска актриса
- 8 декември – Алексей Печеров, украински баскетболист
- 20 декември – Илиян Мицански, български футболист
- 23 декември – Ангел, български поп-фолк певец († 2021 г.)
- 25 декември – Русев, български кечист

## Починали
- 4 януари – Брайън Хорокс, Великобританиябритански военачалник
- 6 февруари – Джеймс Хадли Чейс, английски писател
- 9 февруари – Атанас Илиев, Психолог и философ
- 28 февруари – Дейвид Байрън, британски рокмузикант (р. 1947 г.)
- 7 март
  - Аркадий Фидлер, полски писател и пътешественик (р. 1894 г.)
  - Робърт Уиншип Удръф, бизнесмен и филантроп
- 10 март – Константин Черненко, съветски политик
- 28 март – Марк Шагал, беларуски художник (р. 1887 г.)
- 11 април – Енвер Ходжа, албански политик
- 14 април – Дико Диков, български офицер и политик
- 20 април – Чарлз Франсис Рихтер, американски сеизмолог (р. 1900 г.)
- 2 май – Атилио Бетега, италиански рали пилот
- 5 май – Доналд Бейли, британски инженер (р. 1901 г.)
- 8 май – Теодор Стърджън, американски писател (р. 1918 г.)
- 7 юни – Делчо Лулчев, български инженер
- 8 юни – Айше Афет Инан, турски историк и социолог
- 17 юни – Кирил Москаленко, съветски маршал (р. 1902 г.)
- 29 юни – Тодор Атанасов, български художник
- 11 юли – Васка Емануилова, българска скулпторка
- 16 юли – Хайнрих Бьол, немски писател
- 19 юли – Борис Богданов, български обществен и политически деятел (р. 1896 г.)
- 21 юли
  - Алва Беси, американски писател (р. 1904 г.)
  - Зоран Радмилович, сръбски актьор
- 4 август – Иван Радоев, български футболист
- 9 август – Олег Нейкирх, български шахматист
- 7 септември – Дьорд Пойа, унгарски математик
- 19 септември – Итало Калвино, италиански писател
- 30 септември
  - Симон Синьоре, френска актриса (р. 1921 г.)
  - Роберт Щилмарк, руски писател
- 2 октомври – Рок Хъдзън, американски актьор (р. 1925 г.)
- 4 октомври – Евдокия, българска княгиня
- 10 октомври – Юл Бринър, американски актьор (р. 1920 г.)

## Нобелови награди
- Физика – Клаус фон Клитцинг
- Химия – Хърбърт Хауптман, Джеръм Карл
- Физиология или медицина – Майкъл Браун, Джоузеф Голдстайн
- Литература – Клод Симон
- Мир – Лекарите в света за предотвратяване на ядрената война
- Икономика – Франко Модиляни